# André Wogenscky
André Wogenscky (Remiremont, 3 de junio de 1916-Saint-Rémy-lès-Chevreuse, 5 de agosto de 2004) fue un arquitecto racionalista francés. 

## Trayectoria
Estudió en la Escuela Nacional Superior de Bellas Artes de París. Entre 1936 y 1956 fue sucesivamente alumno, asistente, jefe de taller y arquitecto adjunto de Le Corbusier, a quien asistió en varias de sus obras: Unité d'Habitation de Marseille (1945-1952), Unité d'Habitation de Nantes-Rezé (1953-1955), convento de Santa María de La Tourette en Eveux (1953-1960) y Unité d'Habitation de Briey (1955). Considerado a menudo el hijo espiritual de Le Corbusier, colaboró con su maestro en la formulación del Modulor, un sistema de medidas basado en la escala humana y la proporción áurea. Fue también presidente de la Fundación Le Corbusier de 1971 a 1988.
En 1956 estableció su propio estudio. A partir de entonces desarrolló un estilo propio y original, alejado del formalismo y con una concepción rítmica del edificio, inspirada por la música. Para él, la arquitectura es «una envoltura llena de vida generadora de climas dominados, un campo de energía más que de materia». Solía definir las diversas tipologías contructivas con unas pocas palabras: así, un hospital era para «residir, ponerse en el lugar del enfermo»; una escuela o universidad para «perturbar»; un edificio público para «poner en orden»; un centro cultural para «ver, circular».

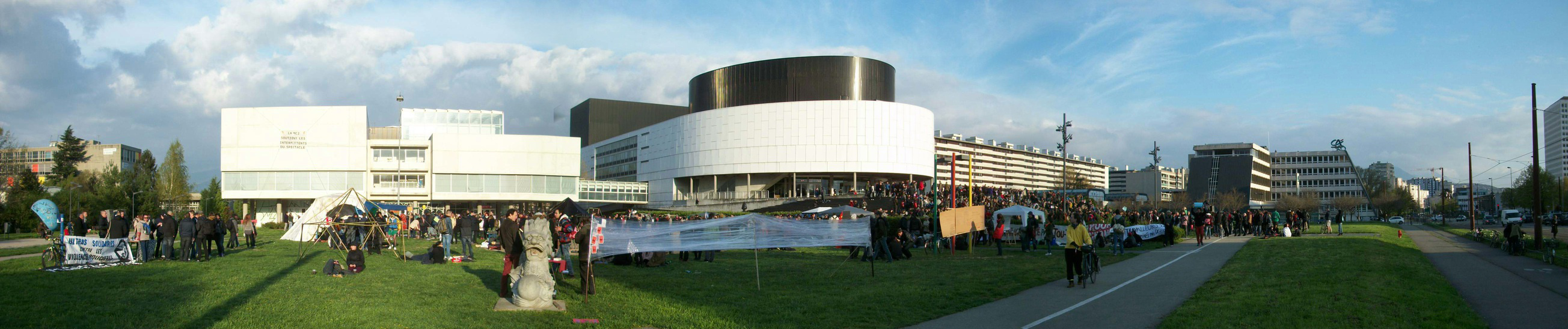
Maison de la Culture de Grenoble (1968)

Su primera obra personal fue su propia casa en Saint-Rémy-lès-Chevreuse (1952-1954), que incluía un taller para su esposa, la escultora Marta Pan. También diseñó varias casas-prototipo, como su proyecto de «casa extensible» (1959-1960). Entre sus obras destacan: el asilo de Saint-Étienne (1961), el Hospital Saint-Antoine en París (1963), la piscina de Firminy-Vert (1965-1968, basada en un proyecto de Le Corbusier), la Facultad de Medicina del Hospital Necker en París (1966), la Maison de la Culture de Grenoble (1968), la Estación de Auber en París (1968-1971), la Prefectura y Palacio de Justicia de Hauts-de-Seine en Nanterre (1968-1973, con Henri Chauvet y Alain Richard), el edificio IntraBank en París (1968-1980, con Jean Dubuisson), el complejo industrial del Snecma en Corbeil-Essonnes (1969), un conjunto de 2000 viviendas sociales del tipo «Salamandra» en Firminy (1975-1982, con Alain Amédéo), un centro de vacaciones económicas en La Garde-Freinet (1976, con Alain Amédéo), el centro hospitalario de Corbeil-Essonnes (1980) y el Institut National de Recherche et de Sécurité de Neuves-Maisons (1987, con Robert Anxionnat y D. Lecomte).
Realizó también diversas obras en varios países: en Líbano, el Ministerio de Defensa (1962-1968), la Universidad Libanesa (1968-1974), el Hotel Holliday's Inn y el Saint Charles City Center (1971) y el World Trade Center (1975), todos ellos en Beirut y en colaboración con Maurice Hindié; en Arabia Saudí, el hospital y centro médico-deportivo en Riad (1981); en Japón, la Takarazuka University of Arts and Design (1986-1994) y el edificio Hibarigaoka (1995), ambos en Takarazuka.
Fue profesor de la École nationale supérieure d'architecture de Bruselas de 1956 a 1965. En 1966 fue nombrado arquitecto jefe de edificios civiles y palacios nacionales de Francia. En 1989 fue galardonado con el Grand prix national de l'architecture. En 1998 entró como miembro de la Academia de Bellas Artes de Francia con el sillón 1 de la sección de Arquitectura.